# Grete Bergerová
Grete Bergerová, nepřechýleně Berger, narozená jako Margarethe Berg (11. února 1883 Krnov – 23. května 1944 KL Auschwitz) byla rakousko-německá divadelní a filmová herečka, jejíž kariéra skončila nástupem nacismu v roce 1933. Byla zavražděna v koncentračním táboře Osvětim.

## Životopis

### Divadlo a film
Grete Berger studovala herectví ve Vídní. Svou první roli na divadle získala v roce 1903 v Berlíně. V roce 1904 získala své první stále stálé angažmá v Německém divadle v Berlíně pod vedením Maxe Reinhardta. Účinkovala zde převážně mladistvých charakterních rolích. V roce 1911 s divadlem hostovala v Praze a Petrohradě s hrou Král Oidipus. V divadle účinkovala ve hrách: Sen noci Svatojánské, Élektra, Židovka z Toleda a jiné. 
V letech 1913 a 1914 stála před kamerou v několika němých filmech a proslavila se hlavní ženskou rolí hraběnky Schwarzenbergové ve filmu Pražský student. Následovaly další role ve filmech režiséra Stellana Ryea. Hrála v několika hororech, které většinou napsal její partner Hanns Heinz Ewers. Po první světové válce hrála již jen epizodní role v němých filmech. Její poslední role byla ve filmu Země bez žen, který již byl částečně zvukový.

### Nástup nacismu
V roce 1933 byla nucena s nástupem nacismu v Německu z důvodu svého židovského původu ukončit kariéru. S manželem uprchla do Itálie. Dne 7. dubna 1944 byla v Římě zadržena německými okupačními úřady a umístěna do tranzitního tábora ve Fossoli poblíž Carpi. Dne 16. května byla deportována do koncentračního tábora v Osvětimi, kde byla krátce po svém příjezdu 23. května 1944 zavražděna.

## Filmografie (výběr)
- 1913: Svedený
- 1913: Ideální manželka
- 1913: Pražský student
- 1913: Oči Oleho Brandise
- 1913: Prsten švédského jezdce
- 1913: Sen noci svatojánské v naší době
- 1913: Evinrude
- 1914: Erlkönigova dcera
- 1921: Tajemství Berlína
- 1921: Unavená smrt
- 1921: Lidé v extázi
- 1922: Dr. Mabuse, gambler
- 1922: Die Intrigen der Madame de la Pommeraye
- 1922: Fantom
- 1923: The Spirit Seeer
- 1923: Zelená Manuela
- 1923: Kamenný jezdec
- 1923: Starý zákon
- 1924: Nibelungové : Siegfried
- 1925: Assmannovi
- 1926: In Treue stark
- 1926: Metropolis
- 1928: špióni
- 1929: Země bez žen[1]